# 呂憲曾
吕憲曾（？年—？年），河南新安縣人，由雍正二年甲辰補行癸卯科舉人，雍正十一年任四川順慶府岳池縣知縣。是一位政治人物，明清時曾在四川順慶府岳池縣（位於今四川東北部，武周萬歲通天二年分南充、相如二縣置，是一個千年古縣）擔任官吏。